# 8 Grad Verlag
Der 8 Grad Verlag (Eigenschreibweise: 8 grad verlag) ist ein 2021 von Matthias Grüb gegründeter, unabhängiger Verlag mit Sitz in Freiburg im Breisgau.

## Programm
Der Verlag veröffentlicht Neuerscheinungen und Neuausgaben aus Literatur, Landeskunde und Geschichte Baden-Württembergs. Der Name, 8 Grad Verlag, leitet sich vom 8. Längengrad ab, der durch Baden-Württemberg zieht. Neben Klassikern wie Henry James, Eduard Mörike und Wilhelm Hauff erscheinen zeitgenössische Autoren wie Felicitas Andresen, Philipp Brotz, Daniela Engist, Hannes Finkbeiner, Maria Regina Kaiser, Monika Küble, Ulrich Land, Matthias F. Mangold, Rainer Moritz und Johannes Schweikle. Darüber hinaus setzt sich der Verlag für die Förderung des literarischen und künstlerischen Nachwuchses in Baden-Württemberg ein.
Sich selbst bezeichnet der Verlag als unabhängig, regional und weltoffen. Seit 2023 ist er Unterstützer und Mitglied des Freundeskreises der Kurt Wolff Stiftung zur Förderung einer vielfältigen Verlags- und Literaturszene.